# 無量門微密持經
《無量門微密持經》（梵語：Anantamukha-nirhāra-dhāraṇī）是早期傳譯到中國的一部佛經，為大乘佛教陀羅尼門修行的要籍，從漢末到唐代中後期，先後出現過多種譯本，並且存有完整的藏譯本和梵語殘卷。

## 版本
- 阿難陀目佉尼呵離陀經，出三藏記集載為失譯，開元釋教錄載為求那跋陀羅譯，拾遺編入。
- 阿難陀目佉尼呵離陀隣尼經，僅是將部分譯語改寫為後來的用詞，其餘與上本文辭大致相同，應當只是傳抄產生的不同版本而非新譯本，開元釋教錄載為佛陀扇多譯。
- 無量門微密持經，三國時代支謙譯。
- 無端底總持經，又名無端觝持經，失譯，佚失不傳。
- 出生無量門持經，東晉佛陀跋陀羅譯。
- 無量門破魔陀羅尼經，劉宋功德直譯。
- 舍利弗陀羅尼經，南梁僧伽婆羅譯。
- 一向出生菩薩經，隋代闍那崛多等譯、僧曇筆受。
- 出生無邊門陀羅尼經，唐代智嚴譯。
- 出生無邊門陀羅尼經，唐代不空譯。

支謙曾為《無量門微密持經》作合本，據其所作的「合微密持經記」，用的是微密持、陀隣尼、無端底總持這三經，上本為阿難陀目佉尼呵離陀隣尼經、下本為微密持經、無端底總持經。

## 內容
本經旨在宣說「無量門總持陀羅尼」的內容、功效、與成就此陀羅尼的方法。其內容敘述佛陀居於毘舍離國大林精舍重閣講堂之時，對舍利弗及眾菩薩宣說，菩薩若欲得無量門陀羅尼，須具備的前行、正行，並說明專勤修習此陀羅尼，所能獲得的功德利益。此外又宣說阿彌陀佛、燃燈佛等亦是受持此陀羅尼，而成就大功德。